# М15 (міна)

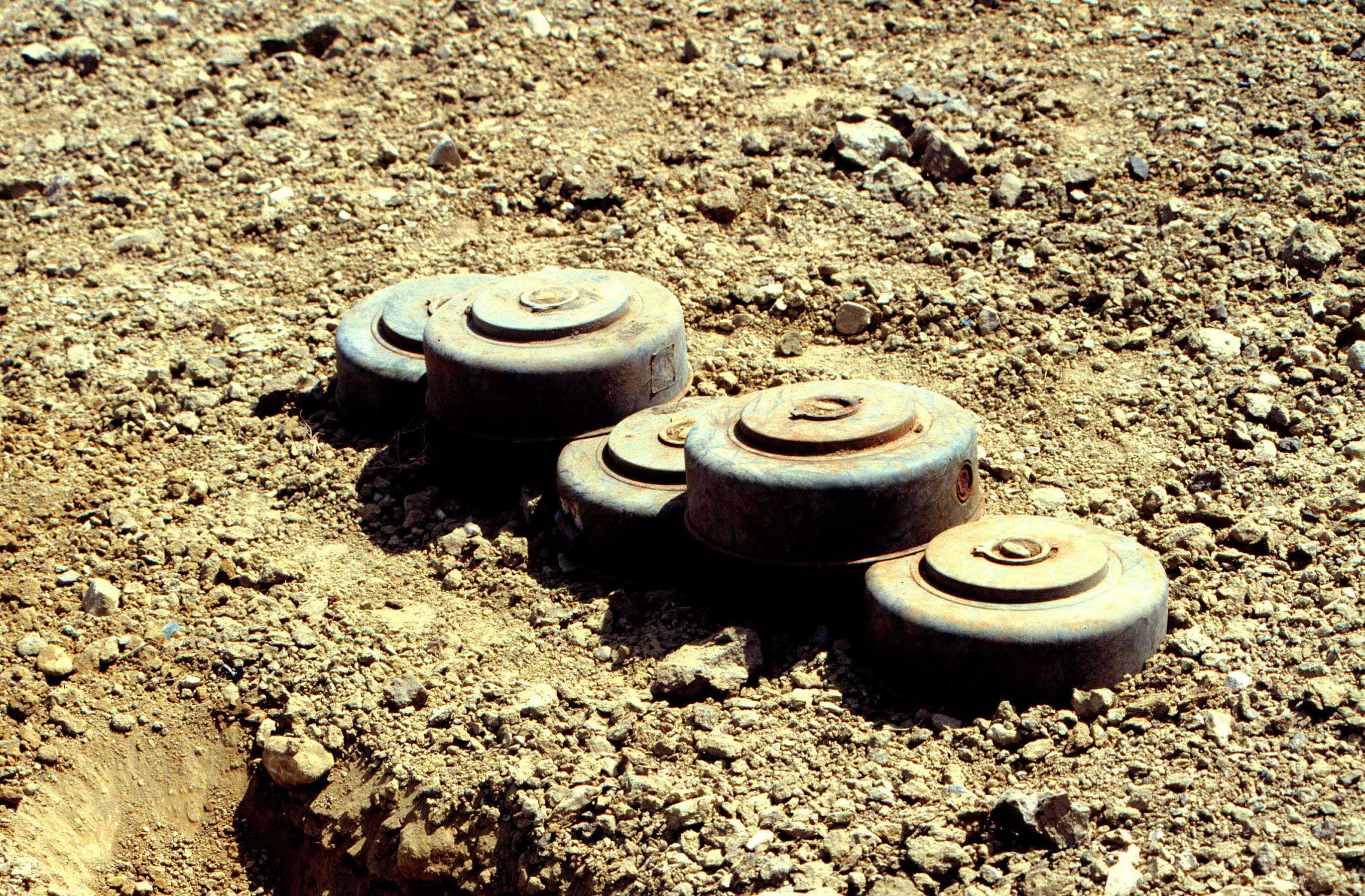
п'ять мін M15, знятих з мінних полів навколо військової бази Гуантанамо та підготовлені до знищення (10 липня 1997)

М15 (Anti-tank mine M15) — протитанкова протигусенична міна натискної дії.

## Історія

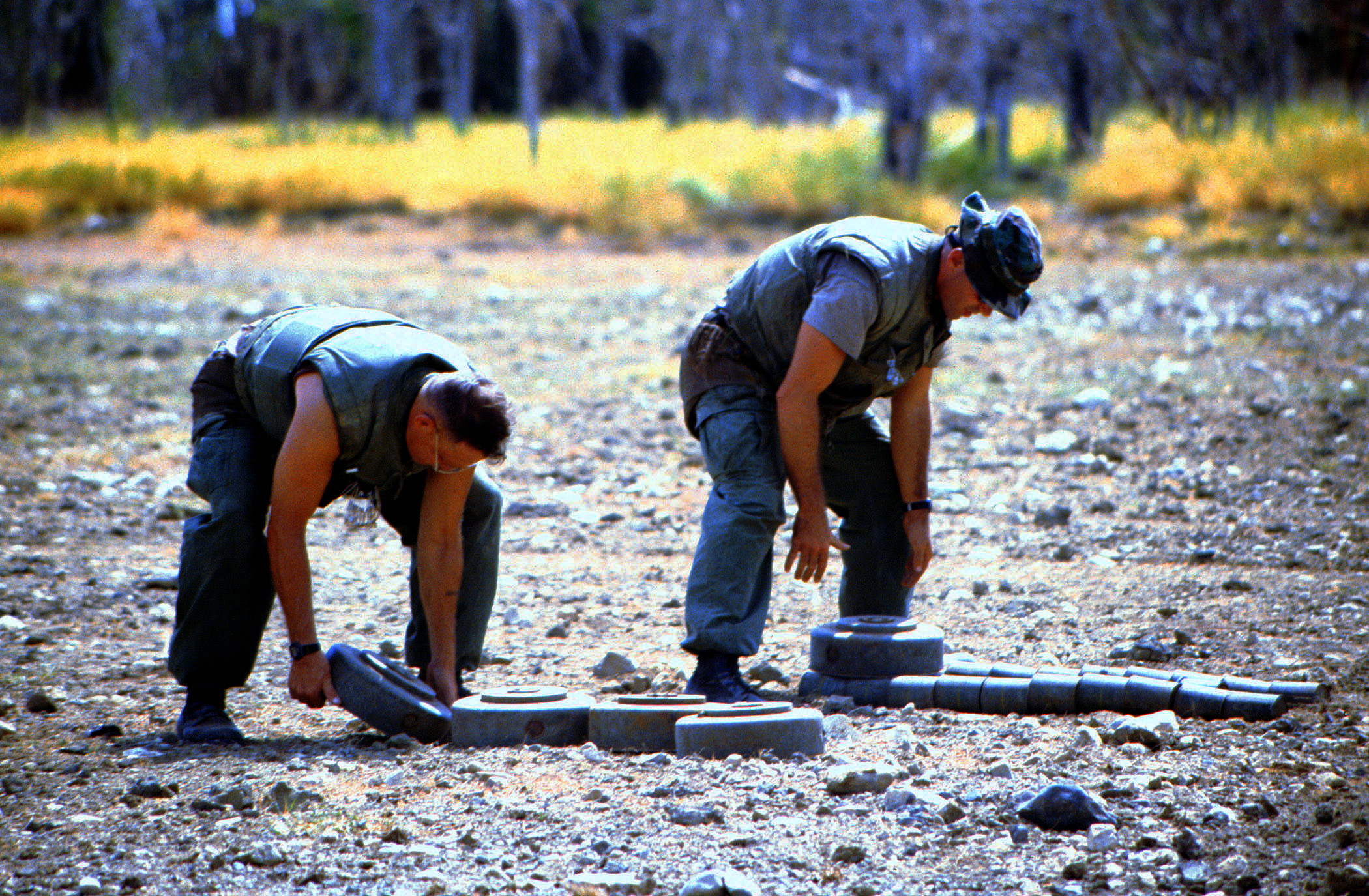
морські піхотинці США знищують протитанкові міни M15, зняті з мінних полів навколо військової бази Гуантанамо (10 липня 1997)

Розроблена в США. Міну було прийнято на озброєння в 1953 році, з озброєння армії США не знято і до теперішнього часу (2009 р.). Широко застосовувалась у Корейській війні у 1952-53 роках.

## Опис
Міна є плоскою округлою металевою коробкою, всередині поміщається заряд вибухівки, а зверху встановлюється підривник. На бічній стінці корпусу та на днищі є гнізда для встановлення підривника невиймання, закриті пробкою. Вибух відбувається при наїзді гусеницею танка або колесом автомобіля на верхню кришку міни.